# Campionati mondiali di sollevamento pesi 1913
I Campionati mondiali di sollevamento pesi 1913, 19ª edizione della manifestazione, si svolsero a Breslavia il 28 e 29 luglio 1913.

## Titoli in palio
| Categoria    | Eventi      |
| ------------ | ----------- |
| Pesi piuma   | 60 kg       |
| Pesi leggeri | 70 kg       |
| Pesi medi    | 80 kg       |
| Pesi massimi | Oltre 80 kg |

## Risultati
Ai campionati parteciparono quaranta atleti rappresentanti di quattro nazioni. Austria e Germania dominarono il medagliere. Il titolo fu assegnato con una classifica a punti basata sulle migliori performance di quattro serie di sollevamenti.
| Evento      | Oro                  | Oro   | Argento           | Argento | Bronzo          | Bronzo |
| ----------- | -------------------- | ----- | ----------------- | ------- | --------------- | ------ |
| 60 kg       | Emil Kliment         | 113,5 | Pëtr Čerudzinskij | 106,0   | Georg Vogel     | 104,5  |
| 70 kg       | Wilhelm Köhler       | 137,5 | Karl Samfaß       | 130,5   | Karl Swoboda    | 129,0  |
| 80 kg       | Leopold Hennermüller | 152,0 | Hans Abraham      | 147,5   | Josef Buchegger | 139,0  |
| Oltre 80 kg | Josef Grafl          | 170,0 | Berthold Tandler  | 162,0   | Jan Krauze      | 157,0  |

## Medagliere
| Posiz. | Nazione      | Oro | Argento | Bronzo | Totale |
| ------ | ------------ | --- | ------- | ------ | ------ |
| 1      | Austria      | 3   | 1       | 2      | 6      |
| 2      | Germania     | 1   | 2       | 1      | 4      |
| 3      | Impero russo | 0   | 1       | 1      | 2      |
| Totale | Totale       | 4   | 4       | 4      | 12     |